# Woodland (condado de Fulton, Illinois)
Woodland Township é uma cidade do condado de Fulton, Illinois, Estados Unidos. De acordo com o censo de 2010, sua população era de 415 pessoas.

## Geografia
De acordo com o censo de 2010, a cidade tem uma área total de 38.19 sq mi (98.9 km2), dos quais 37.96 sq mi (98.3 km2) é terra e 0.23 sq mi (0.60 km2) é água.